# 南徹弘
南 徹弘（みなみ てつひろ、1945年1月4日 - ）は、日本の霊長類学者、大阪大学名誉教授、甲子園大学教授・副学長。
1968年鹿児島大学文理学部心理学卒、1971年大阪大学大学院文学研究科心理学博士課程中退、大阪大学人間科学部助手、東京女子大学短期大学部助教授、阪大人間科学部附属比較行動実験施設助教授、教授、人間科学研究科教授、2008年定年退官、名誉教授、甲子園大学教授、副学長。94年「マカカ属霊長類の初期母子関係に関する比較行動学的研究」で阪大博士（人間科学）。

## 著書
- 『サルの行動発達』東京大学出版会 シリーズ人間の発達 1994

### 共編著
- 『サルとヒトのエソロジー』糸魚川直祐共編 培風館 1998
- 『社会性の比較発達心理学』岡野恒也監修 牧野順四郎,小山高正,田中みどり,加藤克紀共編 アートアンドブレーン 2001
- 『心理の大学・大学院』三木善彦,瀧上凱令共編著 朱鷺書房 2003
- 『発達心理学』編 朝倉書店 朝倉心理学講座 2007
- 『発達科学ハンドブック 1 発達心理学と隣接領域の理論・方法論』田島信元共責任編集 新曜社 2013

### 翻訳
- ガーダマー,フォーグラー編『講座現代の人間学 2 (比較行動学と人間像)』正井秀夫、俣野彰三共訳 白水社 1979

## 論文
- Cinii

## 注
1. ↑  『現代日本人名録』2002年
2. ↑  甲子園大学